# A Chrono Crusade fejezeteinek listája
Ez a lista Morijama Daiszuke Chrono Crusade című mangasorozatának fejezeteit sorolja fel.

## Kötetek
| Kötet | Cím | Cím | Megjelenési dátum                                                  | Megjelenési dátum                                                  |  |
| Kötet | Magyar | Japán | Japán                                                              | Magyar                                                             |  |
| ----- | --- | --- | ------------------------------------------------------------------ | ------------------------------------------------------------------ |  |
|       | | |                                                                    |                                                                    |  |
| 1     | - | - | 1999. november 30.                                                 | 2009. május 16.                                                    |  |
| 1     | Fejezetek - 001. Itt jön Rosette nővér - 002. Chrno, a szövetséges - 003. Karácsonyi ének egy sötét városban - 004. Kövesd a szíved - 005. Angyal az oltáron - 006. Az ébredés hívószava - Utószó: Álomélet a kutyaházban   | Fejezetek - 001. Itt jön Rosette nővér - 002. Chrno, a szövetséges - 003. Karácsonyi ének egy sötét városban - 004. Kövesd a szíved - 005. Angyal az oltáron - 006. Az ébredés hívószava - Utószó: Álomélet a kutyaházban   | Szereplő(k) a borítón - Rosette Christopher - Chrono Oldalszám 186 | Szereplő(k) a borítón - Rosette Christopher - Chrono Oldalszám 186 |  |
| 1     | ISBN: ISBN 4-04-926143-X-C0979 ISBN 599-988-3704-99-8 | |                                                                    |                                                                    |  |
|       | | |                                                                    |                                                                    |  |
| 2     | - | - | 2000. május 30.                                                    | 2009. október 16.                                                  |  |
| 2     | Fejezetek - 007. Szellem az órában - 008. Zivatar - 009. A kezdet - 010. Két döntés - 011. Hogy újra mozdulhassanak - 012. Egy lány léptei - 013. Versenyfutás forgószélben - 014. Én itt vagyok                            | Fejezetek - 007. Szellem az órában - 008. Zivatar - 009. A kezdet - 010. Két döntés - 011. Hogy újra mozdulhassanak - 012. Egy lány léptei - 013. Versenyfutás forgószélben - 014. Én itt vagyok                            | Szereplő(k) a borítón - Rosette Christopher - Chrono Oldalszám 198 | Szereplő(k) a borítón - Rosette Christopher - Chrono Oldalszám 198 |  |
| 2     | ISBN: ISBN 4-04-926152-9-C0979 ISBN 599-988-3704-98-1 | |                                                                    |                                                                    |  |
|       | | |                                                                    |                                                                    |  |
| 3     | - | - | 2000. november 29.                                                 | 2009. december 12.                                                 |  |
| 3     | Fejezetek - 015. A New York-i boszorkány - 016. Bosszúálló - 017. Bizalom - 018. Bankett - 019. Marionett-vonat 1. rész - 020. Marionett-vonat 2. rész - 021. Marionett-vonat 3. rész - Extra fejezet: Bábu a felhőkarcolón | Fejezetek - 015. A New York-i boszorkány - 016. Bosszúálló - 017. Bizalom - 018. Bankett - 019. Marionett-vonat 1. rész - 020. Marionett-vonat 2. rész - 021. Marionett-vonat 3. rész - Extra fejezet: Bábu a felhőkarcolón | Szereplő(k) a borítón - Rosette Christopher - Chrono Oldalszám 200 | Szereplő(k) a borítón - Rosette Christopher - Chrono Oldalszám 200 |  |
| 3     | ISBN: ISBN 4-04-926161-8-C0979 ISBN 599-988-3704-97-4 | |                                                                    |                                                                    |  |
|       | | |                                                                    |                                                                    |  |
| 4     | - | - | 2001. szeptember 25.                                               | 2010. április 24.                                                  |  |
| 4     | Fejezetek - 022. Bűnösök - 023. A sötétben messze csengő hang - 024. Az eltévelyedettek megtisztítása - 025. Tiszta dal - 026. Napkelte előtt - 027. Karneváli éj - 028. Csillagok alatt                                    | Fejezetek - 022. Bűnösök - 023. A sötétben messze csengő hang - 024. Az eltévelyedettek megtisztítása - 025. Tiszta dal - 026. Napkelte előtt - 027. Karneváli éj - 028. Csillagok alatt                                    | Szereplő(k) a borítón - Rosette Christopher - Chrono Oldalszám 190 | Szereplő(k) a borítón - Rosette Christopher - Chrono Oldalszám 190 |  |
| 4     | ISBN: ISBN 4-04-926182-0-C0979 ISBN 599-988-3704-96-7 | |                                                                    |                                                                    |  |
|       | | |                                                                    |                                                                    |  |
| 5     | - | - | 2002. augusztus 29.                                                | 2010. október 2.                                                   |  |
| 5     | Fejezetek - 029. Összetört remények - 030. A végtelen rémálom és az ébredő démon - 031. Izzó harag - 032. Találkozás és elválás - 033. A bűnösök paradicsoma - 034. Nem futhatok tovább - 035. Elváló utak                  | Fejezetek - 029. Összetört remények - 030. A végtelen rémálom és az ébredő démon - 031. Izzó harag - 032. Találkozás és elválás - 033. A bűnösök paradicsoma - 034. Nem futhatok tovább - 035. Elváló utak                  | Szereplő(k) a borítón - Rosette Christopher - Chrono Oldalszám 196 | Szereplő(k) a borítón - Rosette Christopher - Chrono Oldalszám 196 |  |
| 5     | ISBN: ISBN 4-04-926203-7-C0979 ISBN 599-988-3704-95-0 | |                                                                    |                                                                    |  |
|       | | |                                                                    |                                                                    |  |
| 6     | - | - | 2003. május 28.                                                    | 2011. május 16.                                                    |  |
| 6     | Fejezetek - 036. A szent hajadon, Magdaléna - 037. Múló napok - 038. A bolygót átható miriádnyi álom - 039. A kötelék jele - 040. A kettőnk dala - 041. Mint 54 éve - 042. Távoli földre                                    | Fejezetek - 036. A szent hajadon, Magdaléna - 037. Múló napok - 038. A bolygót átható miriádnyi álom - 039. A kötelék jele - 040. A kettőnk dala - 041. Mint 54 éve - 042. Távoli földre                                    | Szereplő(k) a borítón - Rosette Christopher - Chrono Oldalszám 198 | Szereplő(k) a borítón - Rosette Christopher - Chrono Oldalszám 198 |  |
| 6     | ISBN: ISBN 4-04-926225-8-C0979 ISBN 978-963-9794-46-7 | |                                                                    |                                                                    |  |
|       | | |                                                                    |                                                                    |  |
| 7     | - | - | 2003. december 25.                                                 | 2011. október 15.                                                  |  |
| 7     | Fejezetek - 043. A vég kezdete - 044. Ágyútűz-induló - 045. Pandemonium lüktetése - 046. Keresztes hadsereg - 047. Kővirág - 048. Ajándék - Elizabeth 1921                                                                  | Fejezetek - 043. A vég kezdete - 044. Ágyútűz-induló - 045. Pandemonium lüktetése - 046. Keresztes hadsereg - 047. Kővirág - 048. Ajándék - Elizabeth 1921                                                                  | Szereplő(k) a borítón - Rosette Christopher - Chrono Oldalszám 200 | Szereplő(k) a borítón - Rosette Christopher - Chrono Oldalszám 200 |  |
| 7     | ISBN: ISBN 4-04-926237-1-C0979 ISBN 978-963-9794-07-8 | |                                                                    |                                                                    |  |
|       | | |                                                                    |                                                                    |  |
| 8     | - | - | 2004. szeptember 1.                                                | 2011. december 10.                                                 |  |
| 8     | Fejezetek - 049. Csak egy megoldás - 050. A döntés - 051. A gyermekkor vége - 052. Szörnyeteg - 053. Visszaszámlálás - 054. Mert fontos számomra - 055. Végállomás a hóesésben - 056. A jövő veled - Epilógus               | Fejezetek - 049. Csak egy megoldás - 050. A döntés - 051. A gyermekkor vége - 052. Szörnyeteg - 053. Visszaszámlálás - 054. Mert fontos számomra - 055. Végállomás a hóesésben - 056. A jövő veled - Epilógus               | Szereplő(k) a borítón - Rosette Christopher - Chrono Oldalszám 216 | Szereplő(k) a borítón - Rosette Christopher - Chrono Oldalszám 216 |  |
| 8     | ISBN: ISBN 4-04-926247-9-C0979 helytelen ISBN kód: 978-963-9794-08-1 | |                                                                    |                                                                    |  |